# Matt Hemingway
Matt Hemingway (født 24. oktober 1972) er en amerikansk tidligere højdespringer. Hans personlige rekord indendørs lyder på 2,38 m. I konkurrence er hans bedste resultat en sølvmedalje fra OL 2004 i Athen.
| Atletikudøver | Spire Denne biografi om en amerikansk atletikudøver er en spire som bør udbygges. Du er velkommen til at hjælpe Wikipedia ved at udvide den. |